# Against All Odds (Take a Look at Me Now)
"Against All Odds (Take a Look at Me Now)" là một bài hát được viết và thu âm đầu tiên bởi ca sĩ Anh Phil Collins. Bài hát đã được chọn làm chủ đề chính cho bộ phim năm 1984 có tên Against All Odds, và lần đầu xuất hiện trên soundtrack của nó. Đây là một bản ballad trong đó người vai chính của nó cầu khẩn người tình cũ của mình hãy "nhìn lại anh/em đi" (take a look Lưu trữ ngày 25 tháng 7 năm 2020 tại Wayback Machine at me now), dẫu biết rằng sự giảng hòa như vậy là "against all odds" nhưng đáng để cố. Bài hát này đã được hát lại bởi nhiều nghệ sĩ.